# Hagetmau

Hagetmau este o comună în departamentul Landes din sud-vestul Franței. În 2009 avea o populație de 4.539 de locuitori.

## Evoluția populației
| An        | 1975  | 1982  | 1990  | 1999  | 2006  | 2009  |
| --------- | ----- | ----- | ----- | ----- | ----- | ----- |
| Populație | 4.318 | 4.514 | 4.449 | 4.403 | 4.583 | 4.539 |